# واراکلانی
واراکلانی (به لاتین: Varakļāni)  در لتونی با جمعیت ۲٬۱۹۹ نفر است که در madona district واقع شده‌است.